# Distrito III (Managua)
El Distrito III es uno de los 7 distritos que se encuentra dividida la ciudad de Managua, Nicaragua. En el año 2011 tenía una población de 187 508 habitantes y una densidad poblacional de 2 533,8 personas por km². El distrito fue creado el 26 de junio de 2009 bajo la ordenanza municipal N.º 03-2009.

## Geografía
El Distrito III se encuentra ubicada en las coordenadas 12°06′18″N 86°19′15″O / 12.10504, -86.320709.
| Noroeste: Ciudad Sandino  | Norte: Distrito II | Noreste: Distrito I |
| Oeste: Villa El Carmen    |                    | Este: Distrito I    |
| Suroeste: Villa El Carmen | Sur: El Crucero    | Sureste: El Crucero |